# Justice League (trilha sonora)
Justice League é a trilha sonora do filme Liga da Justiça, compostas por Danny Elfman. Foi lançado em 10 de novembro de 2017 pela WaterTower Music. A edição física será lançada em 8 de dezembro de 2017 pela WaterTower Music.

## Lista de faixas
Todas as músicas compostas por Danny Elfman, exceto onde indicado.
| N.º | Título                                                | Artista(s) | Duração |  |
| 1.  | "Everybody Knows" (Leonard Cohen and Sharon Robinson) | Sigrid     | 4:25    |  |
| 2.  | "The Justice League Theme - Logos"                    |            | 0:48    |  |
| 3.  | "Hero's Theme"                                        |            | 4:17    |  |
| 4.  | "Batman on the Roof"                                  |            | 2:34    |  |
| 5.  | "Enter Cyborg"                                        |            | 2:00    |  |
| 6.  | "Wonder Woman Rescue"                                 |            | 2:43    |  |
| 7.  | "Hippolyta's Arrow"                                   |            | 1:16    |  |
| 8.  | "The Story of Steppenwolf"                            |            | 2:59    |  |
| 9.  | "The Amazon Mother Box"                               |            | 4:33    |  |
| 10. | "Cyborg Meets Diana"                                  |            | 2:36    |  |
| 11. | "Aquaman in Atlantis"                                 |            | 2:39    |  |
| 12. | "Then There Were Three"                               |            | 1:10    |  |
| 13. | "The Tunnel Fight"                                    |            | 6:24    |  |
| 14. | "The World Needs Superman"                            |            | 1:00    |  |
| 15. | "Spark of The Flash"                                  |            | 2:18    |  |
| 16. | "Friends and Foes"                                    |            | 4:14    |  |
| 17. | "Justice League United"                               |            | 1:24    |  |
| 18. | "Home"                                                |            | 3:24    |  |
| 19. | "Bruce and Diana"                                     |            | 1:06    |  |
| 20. | "The Final Battle"                                    |            | 6:14    |  |

Todas as músicas compostas por Danny Elfman, exceto onde indicado.
| N.º            | Título                             | Artista(s)                 | Duração |  |
| 1.             | "A New Hope"                       |                            | 4:36    |  |
| 2.             | "Anti-Hero's Theme"                |                            | 5:35    |  |
| 3.             | "Come Together" (Lennon–McCartney) | Gary Clark Jr. E Junkie XL | 3:13    |  |
| 4.             | "Icky Thump" (Jack White)          | The White Stripes          | 4:14    |  |
| 5.             | "The Tunnel Fight (Full Length)"   |                            | 10:58   |  |
| 6.             | "The Final Battle (Full Length)"   |                            | 12:57   |  |
| 7.             | "Mother Russia"                    |                            | 1:45    |  |
| Duração total: | Duração total:                     | Duração total:             | 101:22  |  |